# 黄静源
黄静源（1900年—1925年），字家祝，号执谦，男，湖南郴县人，中国革命家，湖南早期工人运动领袖，革命烈士。
黄静源学生时期即参加五四运动，和蒋先云、夏明翰共同发起组织湘南二十五个县的学生罢课，并组织“心社”以团结革命同学。1921年“心社”改为社会主义青年团,他是主要负责人之一。同年加入中国共产党。1922年到安源，先后任工人俱乐部株洲办事处主任，安源工人俱乐部副主任。1925年领导安源工人举行了第二次大罢工并取得胜利。同年9月被捕，在狱中，受尽酷刑，10月16日牺牲。